# 3 + 3
3 + 3 es el decimoprimer álbum de la grupo estadounidense de funk The Isley Brothers, lanzado en agosto de 1973 por los sellos T-Neck y Epic. Se considera su regreso triunfal al éxito y el inicio de su época dorada de los años setenta.
En el 2020 el álbum fue incluido en la lista de los 500 mejores álbumes de todos los tiempos de la revista Rolling Stone, ocupando el puesto 464.